# Deficiência intelectual

Testes de inteligência Q.I. em uma população dão resultados que aproximadamente se distribuem em torno de uma curva normal.

A deficiência intelectual (DI, antigamente referida como retardo mental) ou transtorno do desenvolvimento intelectual (TDI, no CID-11) corresponde a um déficit precoce (antes dos 18 anos) no funcionamento cognitivo e no comportamento adaptativo (por exemplo no cuidado pessoal, uso de dinheiro e meios de transporte). Trata-se de uma condição que afeta aproximadamente 1% da população mundial.
A deficiência intelectual costuma ser mensurada através dos testes de quociente de inteligência (QI), quando o resultado está abaixo dos padrões considerados normais para idade. A pessoa com deficiência na maioria das vezes apresenta dificuldades ou nítido atraso em seu desenvolvimento neuropsicomotor, aquisição da fala e outras habilidades, um déficit no comportamento adaptativo, seja na comunicação (linguagem), socialização ou aquisições práticas da vida cotidiana (higiene, uso de roupas, etc.). A definição da American Association on Mental Retardation - AAMR (2002) assinala ainda que tais incapacidades têm início antes dos 18 anos, o que distingue essa condição das demências.

## Etiologia

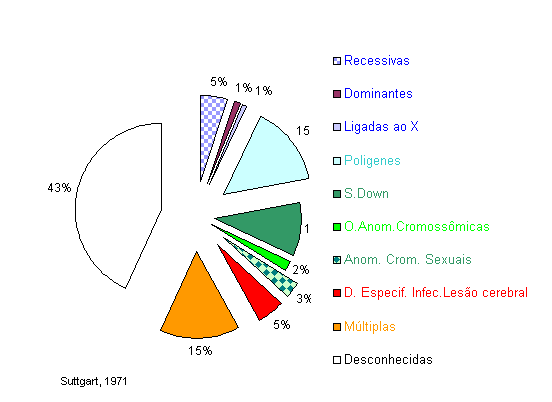
Causas da deficiência intelectual segundo Penrose.

A deficiência intelectual pode ter várias causas, entre as principais estão os fatores que podem ser classificados como: genéticos, perinatais (ocorridos durante a gestação e o parto) e pós-natais. O diagnóstico correto dos fatores causais no momento do nascimento pode não só amenizar os sintomas (prevenção secundária) mas até mesmo evitar o dano cerebral a exemplo da fenilcetonúria e outros erros inatos do metabolismo que se não controlados, entre outros danos, serão causa de lesão cerebral.
Os fatores genéticos podem estar relacionados a alterações cromossômicas ou mutações em genes específicos. São exemplos de doenças genéticas em que há deficiência intelectual: Síndrome de Down, Síndrome do X-Frágil, Síndrome de Rett, Doença de Tay-Sachs etc.
A Síndrome de Down é uma das causas mais comuns juntamente com a Síndrome do cromossomo X frágil como a segunda maior causa.
Um dos primeiros trabalhos sobre a herdabilidade da deficiência intelectual foi realizado pelo psicólogo e eugenista americano Henry H. Goddard (1866-1957) intitulado "A Família Kallikak: Um estudo sobre a herança da debilidade mental" (The Kallikak Family: A Study in the Heredity of Feeble-Mindedness, en inglés) publicado em livro em 1913 Segundo Vasconcelos, uma pesquisa do termo "mental retardation" no banco de dados da Internet Online: Mendelian Inheritance in Man gerou, em outubro de 2003, 1149 entradas de síndromes genéticas distintas associadas a RM. Cavalli-Sforza & Bodmer, 1971 identificaram 330 distúrbios de genes recessivos que resultam em graves deficiências intelectuais.
Os fatores ou causas perinatais, ou seja imediatamente anteriores (a gestação) e posteriores (o trabalho de parto) ao parto, podem ser de natureza tóxica (drogas teratogênicas), traumática, ou infecciosas causadas por vírus tipo o da rubéola ou bactérias tais como as espiroquetas que causam sífilis. A maioria das agressões perinatais apresentam-se como malformações congênitas maiores ou menores e a deficiência intelectual é considerada uma malformação "maior" pois implica perda de função do órgão afetado, nesse caso o sistema nervoso central, apesar de nossa ignorância quanto a localização mais precisa do dano .
Entre as causas pós natais mais comuns podemos destacar os traumatismos cranianos, doenças infecciosas como as meningites e infelizmente: as síndromes de abandono, maltrato e desnutrição proteico calórica nos períodos iniciais do desenvolvimento.
A deficiência intelectual portanto não é uma síndrome em si, mas uma condição resultante de diversas tipos de afecções ou síndromes com expressão semelhante. Um modelo bioquímico e neurológico (neuroquímico) para a deficiência intelectual, deve levar em consideração o extenso e relativamente já conhecido grupo de patologias, um conjunto de alterações morfológicas e funcionais (bioquímicas) encontradas no Sistema Nervoso Central associadas. A matriz resultante de tal comparação, sem dúvida, será uma importante contribuição para compreensão das relações entre o cérebro humano e a inteligência, sendo também um considerável avanço na pesquisa anatomoclínica dessa relação de forma - função do sistema nervoso. Naturalmente integrado-se às demais formas de produção de conhecimento nessa área, a exemplo da neurofisiologia e psicofarmacologia (sobretudo da memória e atenção), estudos do comportamento animal comparado (neuroetologia) e principalmente apoiando-se no desenvolvimento dos testes de avaliação neuropsicológica.

## Diagnóstico e tratamento
Ao longo da história, já foram utilizadas expressões como insânia (insani) idiotia, cretinismo, debilidade, imbecilidade (mentis imbecillitas), ver:oligofrenia. O sistema de Classificação Internacional de Doenças - (CID), em função do típico atraso de desenvolvimento que as pessoas com tais síndromes apresentam, utiliza a expressão Retardo Mental, subdividindo este grupo em quatro categorias de gravidade (leve, moderada, grave e profundo) em função da sua capacidade intelectual com ou sem outros comprometimentos do comportamento.
As pessoas com esse transtorno, nas formas moderado e grave, são dependentes de cuidadores e necessitam de atendimento multiprofissional, incluindo: médico de distintas especialidades (genética, neurologia, psiquiatria, etc. a depender do caso), profissionais de reabilitação, basicamente fisioterapeuta ou terapeuta ocupacional, fonoaudiólogo, psicólogo, pedagogo (psicopedagogia) entre outros, a depender do caso, a fim de minimizar os problemas decorrentes da deficiência. Algumas técnicas, que se inserem no plano da reabilitação ou da minimização dos danos neurológicos tem mostrado resultados a exemplo das intervenções do musicoterapeuta, profissional de Equoterapia, etc., com maior ou menor eficácia.  Fato é, considerando-se o potencial de desenvolvimento ou neuroplasticidade do sistema nervoso, que quanto mais cedo houver um diagnóstico e mais precoce for a intervenção melhores serão os resultados.
As técnicas exercidas por diversos profissionais de reabilitação e puericultura para identificar precocemente lesões e intervir são denominadas: Avaliação do Desenvolvimento e Exame Neuropsicomotor Evolutivo ou psicomotor e Teste(s) de Inteligência ou Quociente de inteligência, além do diagnóstico das informações provenientes da clínica médica para identificar a síndrome genética ou natureza da lesão que possivelmente causou o dano cerebral e/ou seus sinais e sintomas.
A deficiência intelectual é resultado, quase sempre, de uma alteração na estrutura cerebral, provocada por fatores genéticos, na vida intra-uterina, ao nascimento ou na vida pós-natal. O grande desafio para os estudiosos dessa característica humana, é que, em quase metade dos casos estudos essa alteração não é conhecida ou identificada e quando analisamos o espectro de patologias que tem a deficiência intelectual como expressão de seu dano nos deparamos com um conjunto de centenas de doenças, entre as mais comuns estão a Síndrome de Down e Paralisia cerebral.
A Síndrome de Down é um conjunto de características específicas (hipotonia, face com perfil achatado, crânio braquicéfalo, olhos amendoados ou fissuras palpebrais oblíquas, língua protrusa, pescoço curto, prega palmar transversal única, entre outros) e não uma doença. É uma anomalia causada durante a formação do feto que pode ocorrer com qualquer pessoa, chamada de Trissomia do Cromossomo 21. Para se confirmar essa trissomia é preciso se fazer um exame genético (a partir de linfócitos ou outra célula coletada) chamado cariótipo.
A paralisia cerebral ou encefalopatia crônica não progressiva, por sua vez é uma patologia comumente associada à lesão cerebral por hipoxia nas complicações obstétricas, com prognóstico e etiologia causas mais ou menos bem estabelecidos desde finais do século XIX.
Como visto o diagnóstico depende essencialmente da identificação dos fatores causais, sendo este também essencial para o tratamento, embora a reabilitação pode ocorrer independente das causas do dano ou lesão cerebral que em muitos casos (cerca de 43%) permanece desconhecida.
Para todos os efeitos permanece em uso as clássicas definições da deficiência intelectual, a exemplo da proposta pela Associação Americana Deficiência Mental têm como referência a limitação da atividade intelectual (leia-se praticamente habilidades lógico matemáticas) e a capacidade de adaptação (leia-se socialização) contudo ambos conceitos, como veremos a seguir, podem ser ampliados em função das suas distintas aplicações.

## Comportamento adaptativo
Um instrumento de avaliação da deficiência intelectual a ser utilizada por professores escolares para medir seu desempenho a partir da adaptação e necessidade de intervenção de outros profissionais de saúde e educação é o PAC – Perfil de Avaliação da Competência.
Uma versão resumida do PAC (Primary Progress Assessment Chart - P=P.A.C.)  aqui um pouco modificada, abrange uma investigação de: (1) Cuidado pessoal ; (2) Comunicação; (3) Socialização; (4) Ocupação
1. Cuidado pessoal:  Hábitos à mesa;  Locomoção;  Higiene; Vestuário
2. Comunicação: Linguagem falada; Linguagem escrita; Atividade numérica; Desenvolvimento dos conceitos básicos (usa advérbios discrimina diferenças e igualdade). Temos como equivalentes aos conceitos básicos os principais advérbios de: Lugar: aqui, lá, perto, longe, centro (meio) através; Tempo: ontem, hoje, amanhã, antes, durante depois; Modo: muito, pouco, bom, ruim. Se portador de deficiências de órgãos sensoriais deve-se descrever e medir (acuidade auditiva, visual, déficits motores, disartrias etc.)
3. Socialização: Atividades domésticas; Atividades recreativas; Comportamento em sala de aula;
4. Ocupação:  Agilidade; Destreza; Concentração; Responsabilidade (capacidade de cumprir ordens)

## Inteligência & atividade intelectual
Para Jean Piaget (1896-1980) a inteligência é organização, um prolongamento da adaptação orgânica, e o progresso da razão consiste numa conscientização da atividade organizadora da própria vida. Essa definição, uma das muitas possibilidades de definir lógica e inteligência em seus estudos, revela sua opção de pesquisa a partir de um conceito básico da biologia moderna, a adaptação, sem o qual não poderíamos compreender as relações entre forma orgânica e função e/ou a teoria da evolução.
As medidas do raciocínio ou atividade intelectual tiveram início no final do século XIX e início do século XX onde se destacam as contribuições de Francis Galton (1822 — 1911), Alfred Binet (1857 - 1911) e Charles Edward Spearman (1863 - 1945) precursores no estudo da medida da inteligência.
A evolução da medida do déficit intelectual na deficiência mental acompanhou o desenvolvimento das teorias da definição e mensuração desta propriedade individual do cérebro humano que é a inteligência. A diversidade de danos cerebrais, condições psicossociais capazes de afetar essa função mental (QI), e/ou seus componentes como atenção, memória ou as diversas formas de raciocínio, intrinsecamente relacionados entre sí, ainda está para ser compreendida especialmente em suas relações com o cérebro humano, que é uma das proposições da neuropsicologia. Quanto à avaliação da atividade intelectual, uma das mais fecundas abordagens dos últimos tempos foi a proposição de "inteligências múltiplas" feita por Howard Gardner.
A teoria da modificabilidade cognitiva estrutural de Reuven Feuerstein afirma que, mesmo indivíduos portadores de deficiências, podem desenvolver sua inteligência adquirindo a capacidade de aprender. Um neto de Feuerstein, portador da síndrome de Down, foi auxiliado por seus métodos de "expansão" da inteligência e apresentou bom desempenho na escola regular.
Por outro lado, a partir dos anos 60 desenvolveu-se a concepção de necessidades educativas especiais no Reino Unido desde a publicação do relatório Warnock (em 1978), que reconheceu as desvantagens da inclusão de crianças em termos de categorias fixas (rotulação) e as necessidades de aperfeiçoamento dos sistema educacional para favorecer o desenvolvimento e aprendizagem de alunos com alguma característica deficitária a partir da concepção de necessidades especiais.
A perspectiva de identificação precoce, reabilitação (prevenção secundária) ou minimização do dano e integração social são as atuais diretrizes no atendimento aos portadores dessa necessidade especial que é a deficiência intelectual.

## Classificações[3]
- Deficiência intelectual leve - QI entre 50-69.
- Deficiência intelectual moderada - QI entre 35-49.
- Deficiência intelectual severa - QI entre 20 e 40
- Deficiência intelectual grave ou profunda - QI inferior a 20

Obs.: Na população geral, a maior parte das pessoas tem QI em torno de 100 (entre  85  e 115). Formalmente, um QI abaixo de 70 caracteriza deficiência intelectual.